# 劉升烈
劉 升烈（ユ・スンニョル、りゅう しょうれつ、유승렬）は、大日本帝国陸軍及び大韓民国陸軍の軍人。本貫は江陵劉氏。創氏改名による日本名は江本烈。学究肌の将軍でその徳を慕う人が多かった。次男に劉載興。朝鮮戦争開戦時の第3師団長。

## 人物
1893年、忠清南道に生まれる。本貫は江陵劉氏。1909年9月、韓国武官学校在校中に中央幼年学校予科3年に編入。1914年、陸軍士官学校第26期卒業。同期には洪思翊、李應俊らがいた。第3師団歩兵第6連隊で見習士官としての勤務を経て、1914年12月25日、少尉に任官。1918年7月29日、歩兵中尉。1923年、歩兵第76連隊附。
1924年3月、東京外国語学校支那語部修了。
1924年8月20日、任陸軍歩兵大尉。1925年、歩兵第76連隊大隊副官。
1926年3月11日、歩兵第76連隊中隊長。
1927年3月15日、歩兵第76連隊附。
1929年9月14日、歩兵第76連隊中隊長。
1931年8月1日、歩兵第79連隊附。同期の李應俊が勤務しており、第79連隊に転属したのは父の劉秉珏が宇垣一成総督に頼んだためであるという。万宝山事件と満州事変が起きると、満州地域朝鮮人を日本の施策に呼応させるため、関東軍に2年ほど派遣された。同年、混成第4旅団司令部附。
1932年4月、第8師団司令部附通訳。
1932年8月、第8師団司令部幕僚附。
1932年8月8日、任陸軍歩兵少佐。
1932年12月、毎日新報社主催で在満韓人の生活を紹介する「在満同胞実情紹介映画談及び講演会」に出席して講演した。朝鮮総督府当局は在満韓人の劣悪な生活に同情するためとしたが、実際には満州侵略の正当性を一般人に宣伝するためのものだった。
1937年3月1日、歩兵第77連隊附となり、新義州公立中学校と新義州公立商業学校に服務。
1939年3月9日、任陸軍歩兵中佐。
1940年8月8日、江本烈に改名。
1944年3月1日、陸軍大佐、一等給下賜。平壌留守部隊長として勤務。
太平洋戦争末期、第20師団衛生隊長に任命され、ニューギニア戦線で勤務した。負傷兵後送を指揮している最中に病気となり入院した。
終戦時は第20師団衛生隊長。
1946年晩秋に帰国。
1948年、韓国陸軍入隊。任大佐（軍番12442番）、護国軍第102旅団長。
1949年5月、第2師団長。10月、第1師団長。
1950年4月、第3師団長。
1950年7月、慶尚北道編成管区司令官。
1950年8月1日、慶尚南道地区戒厳司令官。8月14日付で慶尚南道地区戒厳司令部は改編され、釜山地区戒厳司令官に就任。
1950年8月26日、陸軍本部作戦参謀副長。
1950年10月16日、平安北道戒厳民事部長。
1950年11月12日、第1訓練所長。
1951年1月10日、慶尚北道地区兵事区司令官。
1952年8月1日、第2訓練所長代理。
1952年9月10日、慶尚北道地区兵事区司令官。
1953年5月16日、少将。
1955年6月15日、陸軍本部民事監
1956年、陸軍民事監を最後に予備役編入。

## 叙勲
- 乙支武功勲章
- 忠武武功勲章